# АЗОВ.ONE
АЗОВ.ONE — відділ фандрейзингу, офіційний благодійний фонд і платформа для збору коштів на потреби 12-ї бригади спеціального призначення «Азов» НГУ.

## Створення
ГО АЗОВ.ONE було засновано 23 лютого 2023 року командирами бригади «Азов». Серед співзасновників організації — офіцери НГУ «Азов»: підполковник Богдан «Тавр» Кротевич, підполковник Микита «Раз-Два» Надточій, підполковник Сергій «Мольфар» Цісарук, старший лейтенант Ілля «Гендальф» Самойленко та капітан Лев «Хорус» Пашко.
Основні цілі організації: 
- уніфікація та централізація зборів для забезпечення бійців 12-ї БрСП «Азов» НГУ;
- оптимізація донатів, їх раціональне та ефективне використання;
- співпраця з іншими благодійними фондами для задоволення потреб бригади «Азов»;
- розвиток колаборацій та проєктів із міжнародними й українськими фондами, організаціями, бізнесами, спільнотами та медійними особами;
- запобігання шахрайству осіб, які використовують ім’я «Азов» для збору коштів.

За даними річного звіту, у 2023 році завдяки благодійникам на потреби відновлення та посилення боєздатності бригади «Азов» було зібрано понад 97 мільйонів гривень. Звіт за перше півріччя 2024 року вказує на суму в 160,4 мільйона гривень.

## «ТИЛОВИКИ»
Волонтерський проєкт «Тиловики Азову» був започаткований спільно з громадською організацією АЗОВ.ONE. Його засновницями стали Дар’я Червона, Марія Романова та Аліса Меженська. У липні 2023 року вони створили принципово новий формат зборів — «командний». Його основою стала ідея горизонтального залучення, де довірений фонд або волонтерська спільнота оголошує збір, але для його завершення залучаються якомога більше благодійників. Кожен, хто бажає допомогти, збирає комфортну для себе суму, заохочуючи свою аудиторію долучитися до волонтерства. У межах таких зборів розробляється унікальна візуалізація та спеціальні картки-«паспорти» для кожного учасника, які слугують елементом соціального схвалення та спільної причетності.
Цей підхід став революційним і значно вплинув на подальшу практику волонтерства в Україні. Як зазначає Дар’я Червона, спочатку участь брали відомі блогери, однак з часом «Тиловиками» прагнули стати й ті, чия аудиторія в соцмережах складала близько 500 підписників — люди повірили у власні сили. До того ж, такі збори мають «велике психологічне значення для військових, які відчувають підтримку».
Улітку 2023 року «Тиловики» оголосили перший збір із запланованою метою зібрати 5 млн гривень для закупівлі безпілотних авіаційних систем на потреби бригади «Азов». Ідея полягала в тому, щоб сто волонтерів відкрили благодійні «банки» на 50 тисяч гривень, але до кампанії приєдналося понад 500 осіб, багато з яких зібрали значно більше від заявленої суми. Загалом спільноті вдалося акумулювати понад 33 млн гривень, що вшестеро перевищило початкові очікування.
З листопада 2023 до січня 2024 року тривала друга «місія» «Тиловиків» з амбітною метою зібрати 77,7 млн гривень. За ці кошти проєкт планував придбати для «Азову» 5 бронетранспортерів М113, озброєних крупнокаліберними кулеметами Browning М2. Проте завдяки залученню АЗОВ.ONE до процесу закупівлі, вдалося оптимізувати використання коштів: було придбано 15 британських бронетранспортерів FV432 та 2 FV434, які служать бригаді на передовій.
Навесні 2024 року «Тиловики» анонсували свій третій і найбільший на сьогодні збір — «Місія: Сталева Хмара», присвячений 10-річчю бригади «Азов». Мета збору — 100 млн гривень для закупівлі сучасних засобів РЕБ на потреби підрозділу з гаслом «закриємо небо над «Азовом»». Як зазначає New York Times, у деякі місяці підтримка українців через командні збори дорівнює або навіть перевищує міжнародну допомогу.

## Кешбек на благо
17 жовтня 2023 року АЗОВ.ONE оголосив про підключення до послуги «Кешбек на благо» від Монобанк. Щомісяця благодійники жертвують «Азову» близько 240 тисяч гривень. За рік, завдяки цій опції, Монобанк допоміг залучити близько 9 тисяч людей, що дозволило АЗОВ.ONE акумулювати понад 3.5 мільйони гривень.

## Підписка «Струм»
«Струм» — проєкт АЗОВ.ONE, підписка, спрямована на організацію регулярної фінансової підтримки для підвищення боєздатності 12-ї бригади спеціального призначення «Азов». Гасло проєкту — «Струм живить Азов».
Проєкт реалізовано у партнерстві з Signal Fund та волонтерською спільнотою. Підписка дозволяє налаштувати автоматичний щомісячний донат з банківського рахунку, який спрямовуватиметься на покриття критичних потреб бригади, допомагаючи також ефективніше планувати закупівлі й логістику. Платформа надає доступ до особистого кабінету, де користувачі можуть переглядати статистику донатів, кількість залучених друзів за допомогою реферальних посилань, змінювати суму внеску та керувати підпискою.
На офіційному сайті зазначено, що донати спрямовуватимуться на придбання спорядження, автотранспорту, дронів, засобів зв'язку, оптики, електроніки та інших необхідних засобів для забезпечення боєздатності бійців 12-ї бригади «Азов» на передовій. У соціальних мережах проєкт порівняли з «Patreon» для «Азову».

## Відомі колаборації
АЗОВ.ONE залучає до фінансової підтримки діяльності бригади «Азов» різні бізнеси та бренди. Серед відомих колаборацій:
Ювелірний бренд Kochut передав 100% прибутку від продажу лімітованих срібних кулонів із символікою бригади на потреби «Азову», зібравши понад 400 тисяч гривень.
Український бренд RIOTDIVISION випустив колекцію одягу у співпраці з АЗОВ.ONE, до якої увійшли три моделі футболок та худі з принтами художника Олега Семака. Колекція зібрала понад 500 тисяч гривень. «Героями кампанії стали військовослужбовці «Азову», які брали участь в обороні Маріуполя навесні 2022 року».
MasloTom, український виробник десертів, випустив спеціальну лінійку десертів у рамках благодійної колаборації з АЗОВ.ONE, що принесла 1,5 мільйона гривень на потреби бригади.
Київський бренд одягу Syndicate випустив лімітований дроп одягу “Сталь” разом із АЗОВ.ONE, кошти від якого спрямовані на потреби бригади.
Галерея Shum організувала благодійний аукціон робіт художника Якова Гніздовського разом з АЗОВ.ONE, зібравши 1,4 мільйона гривень на закупівлю РЕБ-систем.
У 2024 році АЗОВ.ONE розпочав співпрацю з українською філією Forbes, завдяки чому вдалося зібрати 264 874 грн. Також у списку «30 до 30» був відзначений командир 6-го батальйону бригади «Азов»  Арсен “Лемко” Дмитрик.
На честь 10-річчя бригади «Азов» у травні 2024 року АЗОВ.ONE та бренд Creative Depo створили лімітовані футболки із логотипом бригади та переліком визначних битв.
Мережа магазинів електроніки Техно Їжак організувала благодійний кешбек з продажу техніки, кошти з якого були спрямовані на підтримку «Азову».
У 2024 році АЗОВ.ONE та Театр Франка оголосили про підписання меморандуму щодо співпраці, зокрема заплановані благодійні вистави для збору коштів та покази для бійців на передовій.

## Благодійні заходи
АЗОВ.ONE організовує численні благодійні події разом з проактивним українським бізнесом:
- У листопаді 2023 року АЗОВ.ONE спільно з Асоціацією родин захисників Азовсталі провели благодійний забіг «Run for Azov». Подія об’єднала близько 200 учасників та принесла 362 780 грн.
- На фестивалі Atlas Weekend у 2024 році завдяки участі АЗОВ.ONE вдалося зібрати 3 026 100 грн.[17]
- У рамках музичного фестивалю Faine Misto було акумульовано 7,9 млн грн. Додатково, через продаж благодійного мерчу АЗОВ.ONE вдалося зібрати 396 487,69 грн.
- На літературно-мистецькому фестивалі Frontera в Луцьку було зібрано 109 551,79 грн.[18]
- 24 червня 2024 року відбувся благодійний забіг з перешкодами «Характер Азов», організований у співпраці з Характер - дочірнім проєктом забігів Spartan. Подія об'єднала понад 500 людей та принесла 680 000 грн.
- 19 жовтня 2024 року кав'ярня Blur організувала благодійний ярмарок-барахолку на підтримку бригади «Азов». Подія, що включала участь фільтр-кави від MadHeads та десертів від OctoBakery, Pate та Raccoon family, принесла понад 85 000 грн.[19]

## Підтримка від публічних осіб
Численні публічні особи надають благодійну допомогу через АЗОВ.ONE для підтримки діяльності бригади «Азов»:
- Українська прима-балерина Англійського Національного балету Катерина Ханюкова активно підтримує бригаду. У жовтні 2024 року вона зробила внесок у розмірі 1 230 000 грн.[20] До цього, в 2023 році, Катерина передала бригаді 3,7 млн грн з власних гастрольних доходів.
- Кіберспортсмен Андрій Кадик (псевдонім “Ghostik”) також регулярно підтримує «Азов». У 2023 році він передав АЗОВ.ONE 14 млн грн, акумульованих під час стрімів Dota 2. У жовтні 2024 року Андрій зібрав 10 131 519,19 грн в рамках серії благодійних стрімів під назвою «OrcFall».[21]
- Популярна українська співачка Надія Дорофеєва передала АЗОВ.ONE 3 млн грн, організувавши благодійний аукціон особистих речей, зокрема реквізитів із кліпів, а також мілітарних лотів від АЗОВ.ONE.
- Взимку 2023 року фронтмен гурту Океан Ельзи Святослав Вакарчук зібрав 3,6 млн грн під час сольного концертного туру на підтримку поточних зборів АЗОВ.ONE.
- Кіберспортивна команда NAVI передала бригаді 11,6 млн грн. Власник компанії MainCast подвоїв зібрані під час україномовної трансляції фіналу PGL CS2 Major Copenhagen 2024 5,8 млн грн, яку переглянули 137 000 глядачів.